# Cardiocondyla cristata
Cardiocondyla cristata es una especie de hormiga del género Cardiocondyla, tribu Crematogastrini, familia Formicidae. Fue descrita científicamente por Santschi en 1912.
Se distribuye por Madagascar. Se ha encontrado a elevaciones de hasta 53 metros.